# Anisodes poeciloptera
Anisodes poeciloptera là một loài bướm đêm trong họ Geometridae.